# Heliophanus difficilis
Heliophanus difficilis är en spindelart som beskrevs av Wesolowska 1986. Heliophanus difficilis ingår i släktet Heliophanus och familjen hoppspindlar. Inga underarter finns listade i Catalogue of Life.